# Schlacht von Mynydd Carn
Die Schlacht von Mynydd Carn war der Höhepunkt einer langjährigen Auseinandersetzung um die Macht im südwalisischen Fürstentum Deheubarth. Der genaue Schlachtverlauf ist nicht bekannt, als Ort der Schlacht wird ein Hügel bei Templeton in Pembrokeshire vermutet.
Der walisische Adlige Rhys ap Tewdwr hatte sich 1079 im Kampf gegen Caradog ap Gruffydd von Gwent die Herrschaft über Deheubarth gesichert und sich zum König ernannt. 1080 waren Teile seines Reiches jedoch von Wikingern überfallen und geplündert worden, und 1081 musste er nach einem plötzlichen Angriff Caradogs angeblich in der Kathedrale von St Davids Schutz suchen. Caradog war mit Trahern ap Caradog, dem König von Gwynedd, verbündet. Dazu unterstützten ihn sein Verwandter Meilyr ap Rhiwallon, ein Sohn von Rhiwallon ap Cynfyn aus Powys, sowie normannische, mit Armbrüsten bewaffnete Söldner. Angesichts dieses Bündnisses verbündete sich Rhys mit Gruffydd ap Cynan, einem Fürstensohn von Gwynedd, der seit 1075 im irischen Exil oder bei den irischen Wikingern gelebt hatte. 1081 landete Gruffydd mit Wikinger-Söldnern sowie irischen und walisischen Truppen bei Porthclais bei St Davids und vereinigte sich mit der Streitmacht von Rhys ap Tewdwr. Angeblich soll Rhys Gruffydd seine Hommage sowie die Hälfte seines Reiches als Gegenleistung für die militärische Hilfe angeboten haben.
Bei Mynydd Carn kam es zu einer Schlacht zwischen den beiden Parteien. Angeblich sollen Rhys ap Tewdwr und Gruffydd ap Cynan nach einem langen Tagesmarsch auf die gegnerische Streitmacht gestoßen sein. Rhys ap Tewdwr wollte den Kampf auf den nächsten Tag verschieben, doch Gruffydd ap Cynan begann sofort mit dem Angriff. Mit Trahern ap Caradog, Caradog ap Gruffydd und Meilyr ap Rhiwallon wurden alle drei gegnerischen Anführer in der Schlacht getötet. Rhys ap Tewdwr wollte nun jedoch nicht mehr den versprochenen Anteil von seinem Reich an Gruffydd ap Cynan abtreten und zog sich mit seinen Kriegern zurück. Gruffydd ap Cynan zog daraufhin plündernd durch Rhys Reich nach Norden, um die Herrschaft über Gwynedd zu übernehmen, das durch den Tod von Trahern und Meilyr ohne Herrscher war. Er wurde jedoch kurz darauf von dem Normannen Robert of Rhuddlan gefangen genommen und blieb mehr als zehn Jahre in normannischer Gefangenschaft. Da die Söhne von Trahern und die des 1075 gefallenen Bleddyn ap Cynfyn von Powys noch minderjährig waren, konnten die Normannen nun weite Teile von Nordwales erobern. Rhys ap Tewdwr war dagegen durch den Sieg von Mynydd Carn zum mächtigsten Fürsten in Südwales aufgestiegen. Der englische König Wilhelm der Eroberer erkannte dies und zog noch 1081 mit einer starken Armee nach Westwales. Rhys huldigte ihm und zahlte ihm fortan Tribut. Im Gegenzug unterband der König weitere Angriffe der Normannen auf Südwales, während Rhys ap Tewdwr die normannischen Eroberungen in Südostwales akzeptierte.